# Uki Goshi
Uki goshi (浮腰) je jedan od originalnih 40 džudo bacanja razvijenih od Jigora Kana. Spada u prvu grupu, Dai Ikkyo, tradicionalnog popisa bacanja, Gokyo (no waza), Kodokan džuda. Spada i u trenutačnih 67 bacanja Kodokan džuda. Kategoriziran je kao bočna tehnika, Koshi-Waza. Bio je bio poznat kao omiljeno bacanje Jigora Kana. Vrlo se često vježbao u tradicionalnim džudo dojoima.

## Opis tehnike
Ilustracija  Arhivirana inačica izvorne stranice od 25. travnja 2006. (Wayback Machine)
s http://www.judoinfo.com/techdraw.htm
U Uki Goshiju, tori baca ukea preko svojeg boka. Torijeva prednja noga blago blokira prednju nogu ukea i tori je početno blago postavljen bočno prema ukeu umjesto da mu je okrenuo leđa.
Video primjeri:
[neaktivna poveznica]
s http://www.judoinfo.com/video4.htm
U konteksu borbe  Arhivirana inačica izvorne stranice od 29. rujna 2007. (Wayback Machine) s http://www.jitsu-club.co.uk/forum/jitsu_techniques.asp  Arhivirana inačica izvorne stranice od 23. ožujka 2008. (Wayback Machine)

## Povijest tehnike

### Sustavi koji ga imaju
Sustavi:
- Kodokan džudo, džudo lista

Popisi:
- Kanon džuda
- Džudaške tehnike

## Slične tehnike, inačice i nazivi
Hrvatski nazivi:
- Lebdeći bok

Slično:
- O Goshi

## Vanjske poveznice
- Informacije o džudaškim tehnikama.